# Strandmøllen

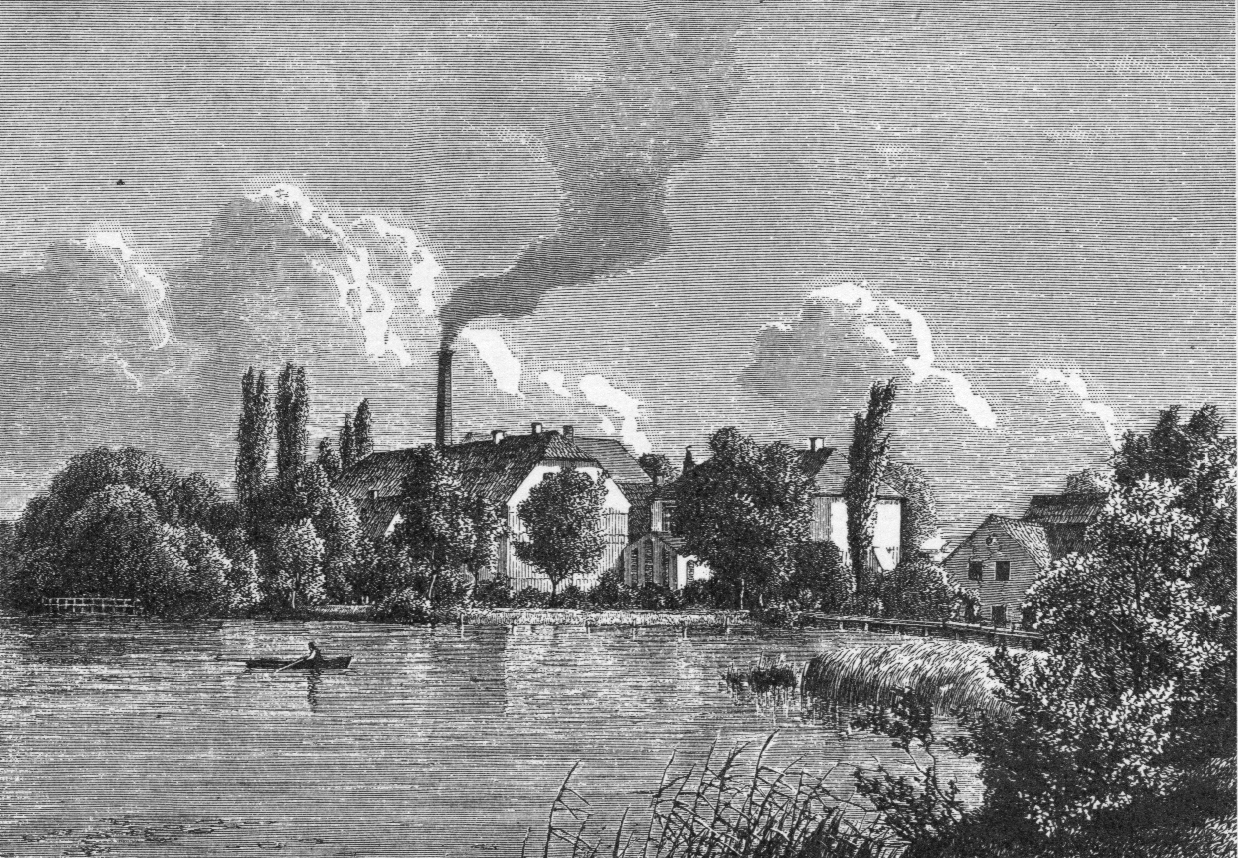
Strandmøllen 1868.

Strandmøllen är en industrianläggning vid Mølleåens utlopp i Öresund på Nordsjälland i Danmark. Kvarnen (danska: mølle) startades under 1500-talet som pappersbruk och fungerade senare som valkningskvarn. Från år 1718 till 1889 ägdes den av familjen Drewsen och drevs som papperskvarn med stor framgång (se J.C. Drewsen, Christian Drewsen och Michael Drewsen). Det tillhörande lantstället, som Drewsen lät uppföra 1850 av arkitekt N.S. Nebelong, var under dessa åren en populär samlingsplats för litterära kretsar med Emmy Drewsen som salongsvärdinna.
Pappersbruket blev 1889 en del av A/S De forenede Papirfabrikker, som lade ner produktionen vid Strandmøllen 1898. Huvuddelen av de tillhörande fabriksbyggnaderna revs 1918, men återuppfördes kort därefter av arkitekten Carl Brummer, som restaurerade anläggningen. Mellan  1920 och 1992 producerades luftgaser (väte och syre) på Strandmøllen och företaget Strandmøllen A/S har fortfarande (2023) sitt huvudkontor här.